# Lucius Caninius Gallus (Suffektkonsul 2 v. Chr.)
Lucius Caninius Gallus war ein römischer Politiker und Senator der frühen Kaiserzeit.
Caninius Gallus stammte aus der plebejischen Familie der Caninii, die schon zur Zeit der Republik im Senat vertreten war und ursprünglich aus Tusculum stammte. Der gleichnamige Konsul des Jahres 37 v. Chr. war vermutlich sein Vater oder Großvater. Der jüngere Caninius Gallus scheint seine Laufbahn (cursus honorum) als Münzmeister (tresvir monetalis) um 20 v. Chr. begonnen zu haben. Dass er im Jahr 2 v. Chr. als Suffektkonsul (ab August) zunächst Augustus als seinen Kollegen hatte, anschließend Gaius Fufius Geminus und Quintus Fabricius, lässt auf größeres Ansehen schließen. Caninius Gallus war auch Prokonsul der Provinz Africa, wahrscheinlich noch unter Augustus (vielleicht 5/6 n. Chr.). Unter Kaiser Tiberius fungierte er als Vorsitzender der curatores alvei Tiberis et riparum et cloacarum urbis, die für die Aufsicht über das Bett und die Ufer des Tiber sowie die Abwässer der Stadt Rom zuständig waren.
Caninius Gallus gehörte dem Kollegium der Quindecimviri sacris faciundis an. In dieser Funktion setzte er 32 n. Chr. per Senatsbeschluss die Aufnahme eines neuen Buches unter die Sibyllinischen Bücher durch, wurde wegen seines vorschnellen Handelns aber von Tiberius getadelt.